# Radio Havanna
Radio Havanna waren eine deutschsprachige Punkrock-Band, die in Suhl gegründet und in Berlin aufgelöst wurde.

## Geschichte
Die Punkrockband Radio Havanna gründete sich 2002. Zuvor sammelten die vier Mitglieder gemeinsame musikalische Erfahrungen, beeinflusst von Bands wie The Offspring, Green Day, NOFX, Social Distortion oder Pennywise fingen sie an, Lieder zu covern, ihre eigenen Songs zu schreiben und erste Konzerte zu spielen. 2002 stieg Fichte als Sänger in die Band ein. Inspiriert von einem Rancid-Song gaben damit Fichte, Arni, Olli und Anfy im Jahre 2002 ihrer Band den Namen „Radio Havanna“.
Nach der selbstproduzierten Demo-CD Hossings Bruder veröffentlichte die Band im Jahr 2005 ihr Debütalbum Aus der Traum? auf Fatsound Records. Die CD wurde von Ronny Keil in Erfurt produziert. Es folgten zahlreiche Konzerte, darunter zwei ausgedehnte Touren in Deutschland und Österreich. Mit dem Nachfolger Generation X (2007) setzte die Band den eingeschlagenen Weg musikalisch fort. Die zweite CD wurde ebenfalls von Ronny Keil produziert und auf Fatsound Rec. veröffentlicht. Im selben Jahr zog die gesamte Band aus ihrer Heimat in Suhl / Thüringen nach Berlin um. Im Frühjahr 2010 wurde das Album Lauter Zweifel in den Daily Hero Studios Berlin von Florian Nowak aufgenommen und produziert. Ebenfalls von Florian Nowak produziert erschien im Mai 2012 das vierte Studioalbum der Band, Alerta. Das Album Unsere Stadt brennt erschien im Jahr 2015 auf dem Münsteraner Label Uncle M. In dessen erstem Lied, Flüstern, Rufen, Schreien, gibt es ein bilinguales Duett mit Anti-Flag-Frontmann Justin Sane.
Mit ihrem sechsten Album Utopia erreichte die Band erstmals die deutschen Albencharts und platzierte sich auf Platz 54. Die höchste Chart-Platzierung erreichte die Band mit dessen Nachfolger-Album Veto 2020 auf Platz 22. Grund dafür, dürfte neben steigender Bekanntheit auch die im Bundle beiliegende Bonus-CD Gossenhauer gewesen sein, in welcher die Band bekanntes deutsches Liedgut wie beispielsweise König von Deutschland, Alles nur geklaut oder Verdammt, ich lieb’ Dich in Punk-Versionen jeweils mit Gast-Musikern befreundeter Bands wie Dritte Wahl, Turbobier, TÜSN, oder the toten Crackhuren im Kofferraum covert.
Ihr letztes Studio-Album Randale und Liebe wurde von Jason Livermore gemischt und gemastert, welcher u. a. bereits mit Künstlern wie Rise Against und A Day to Remember zusammenarbeitete und versprach zu Release „die beste Produktion, die man auf einem Radio Havanna Album je gehört hat“. Randale und Liebe konnte sich abermals in den Charts auf Platz 52 platzieren.
Während der 22-Jahre Bandgeschichte blicken Radio Havanna auf über 500 Live-Konzerte und acht Albumveröffentlichungen zurück sowie zahlreiche Auftritte auf Festivals, wie beispielsweise dem Hurricane Festival, Deichbrand oder dem Reload Festival. Radio Havanna war bereits Supportact für zahlreiche internationale Größen wie Die Toten Hosen, Alexisonfire, Lagwagon, No Use for a Name, Sum 41, Good Charlotte, Flogging Molly, oder A Wilhelm Scream.
Am 11. August 2023 gab die Band auf Social Media, wie ihrer Homepage bekannt, dass sie sich Anfang 2024 nach 22 Jahren Bandgeschichte mit der Tschau Kakao Tour im Januar 2024 auflösen werden. Das Abschiedskonzert sollte im SO 36 stattfinden, wurde dann aber wegen der großen Nachfrage in die größere Location Huxleys Neue Welt verlegt. Als Gründe gaben sie an, dass die letzten Jahren sehr viel Kraft gekostet hätten und nun auch andere Dinge abseits der Musik wichtiger geworden wären.

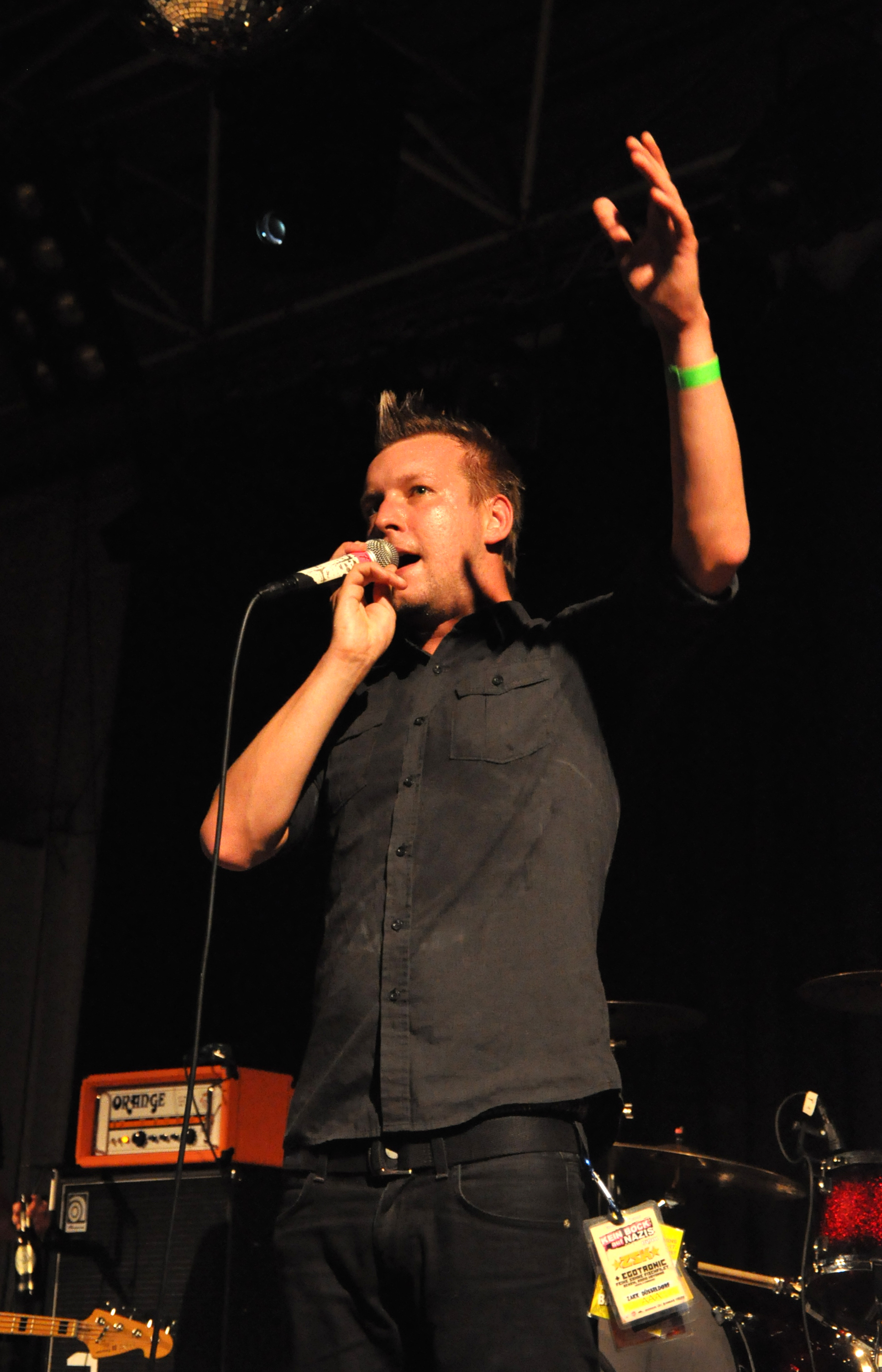
Fichte
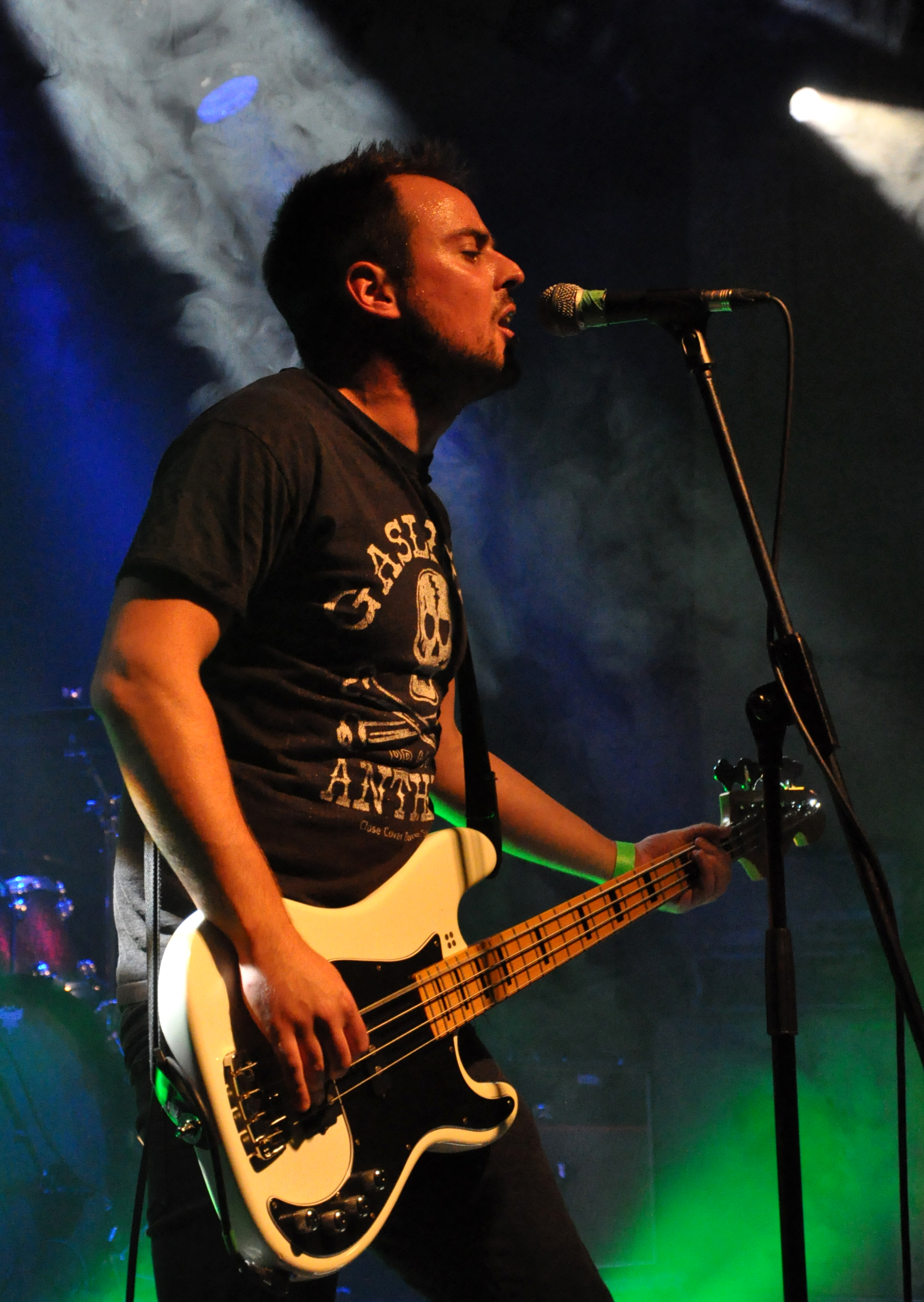
Olli
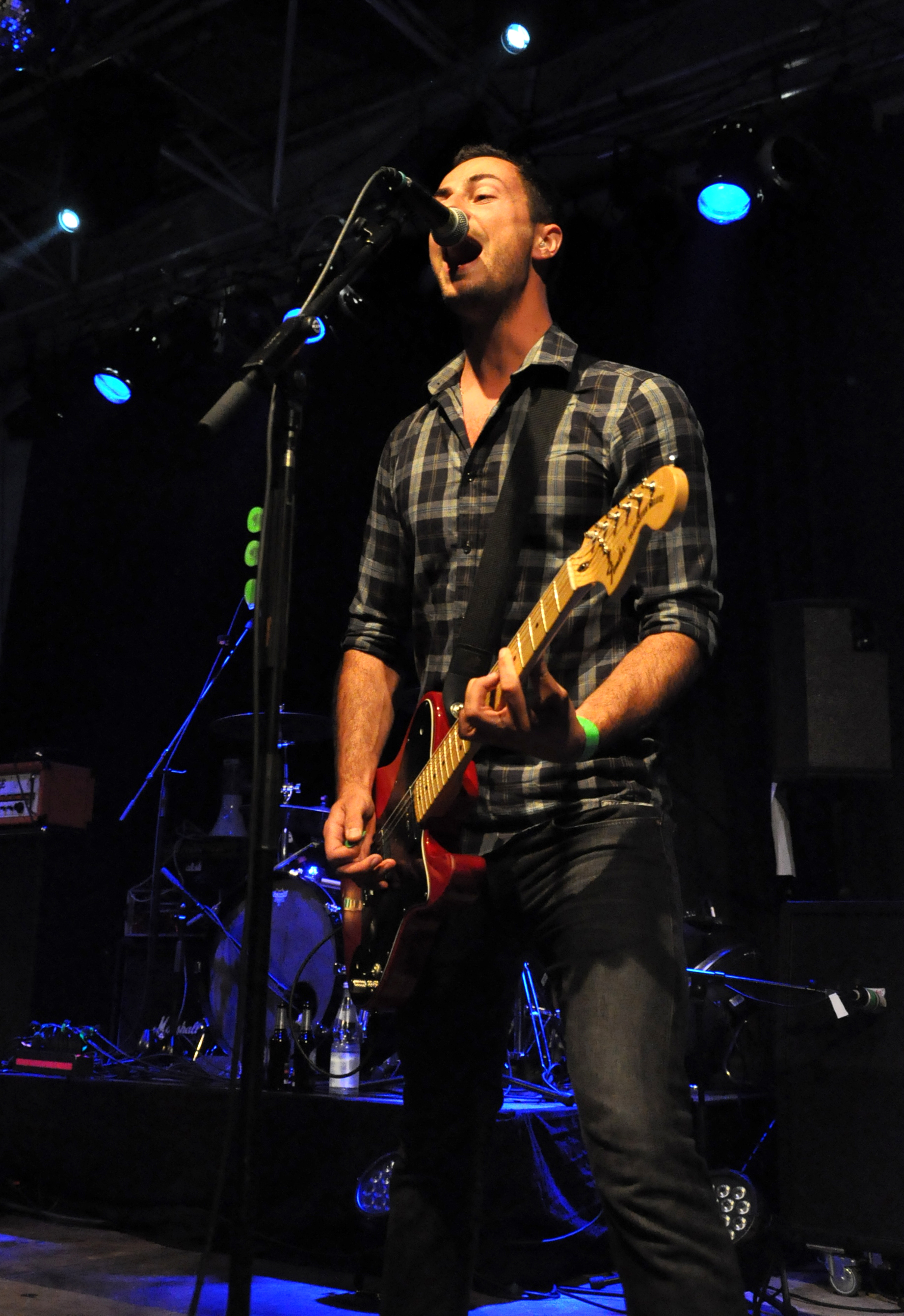
Arni
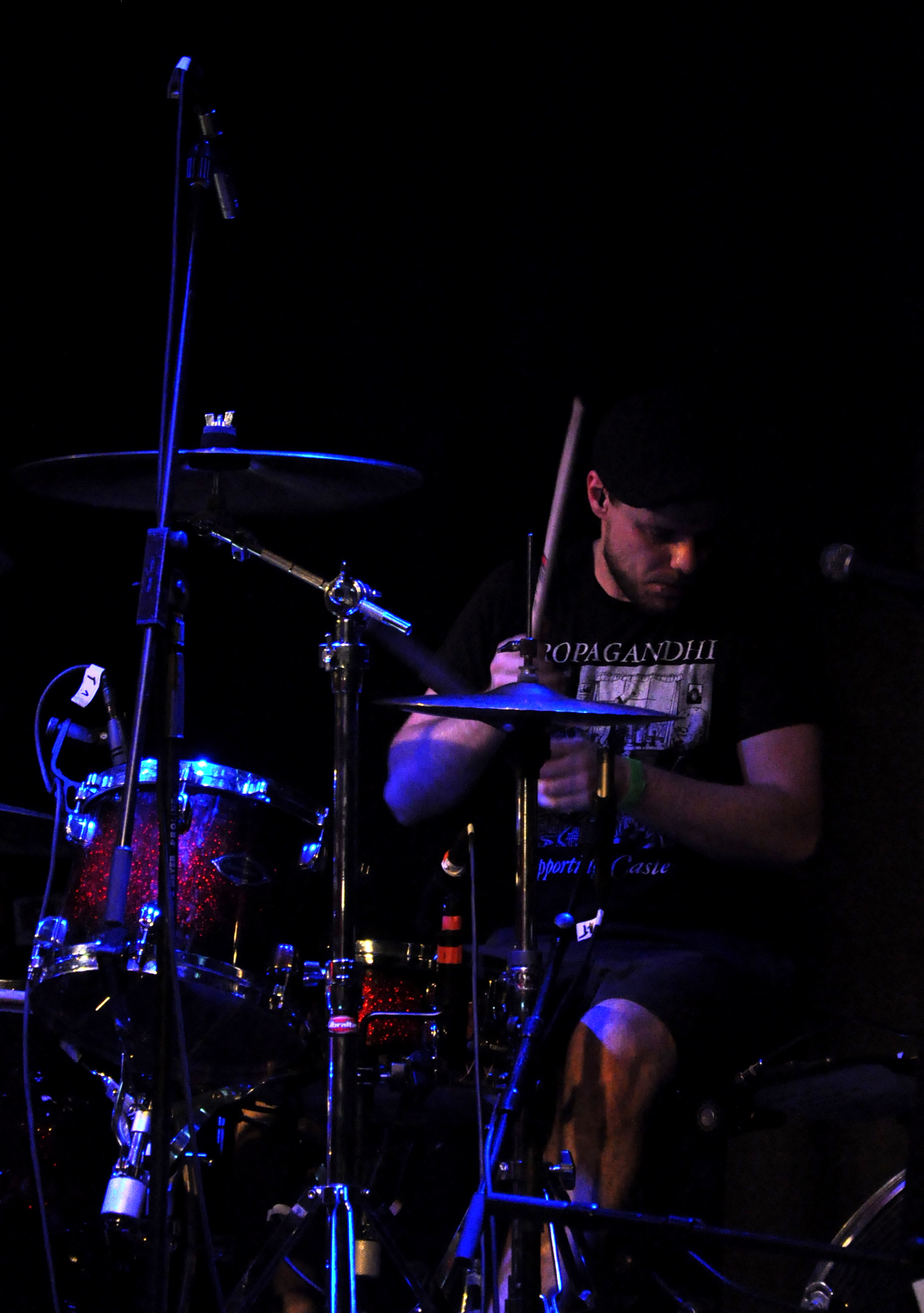
Anfy

## Politisches Engagement

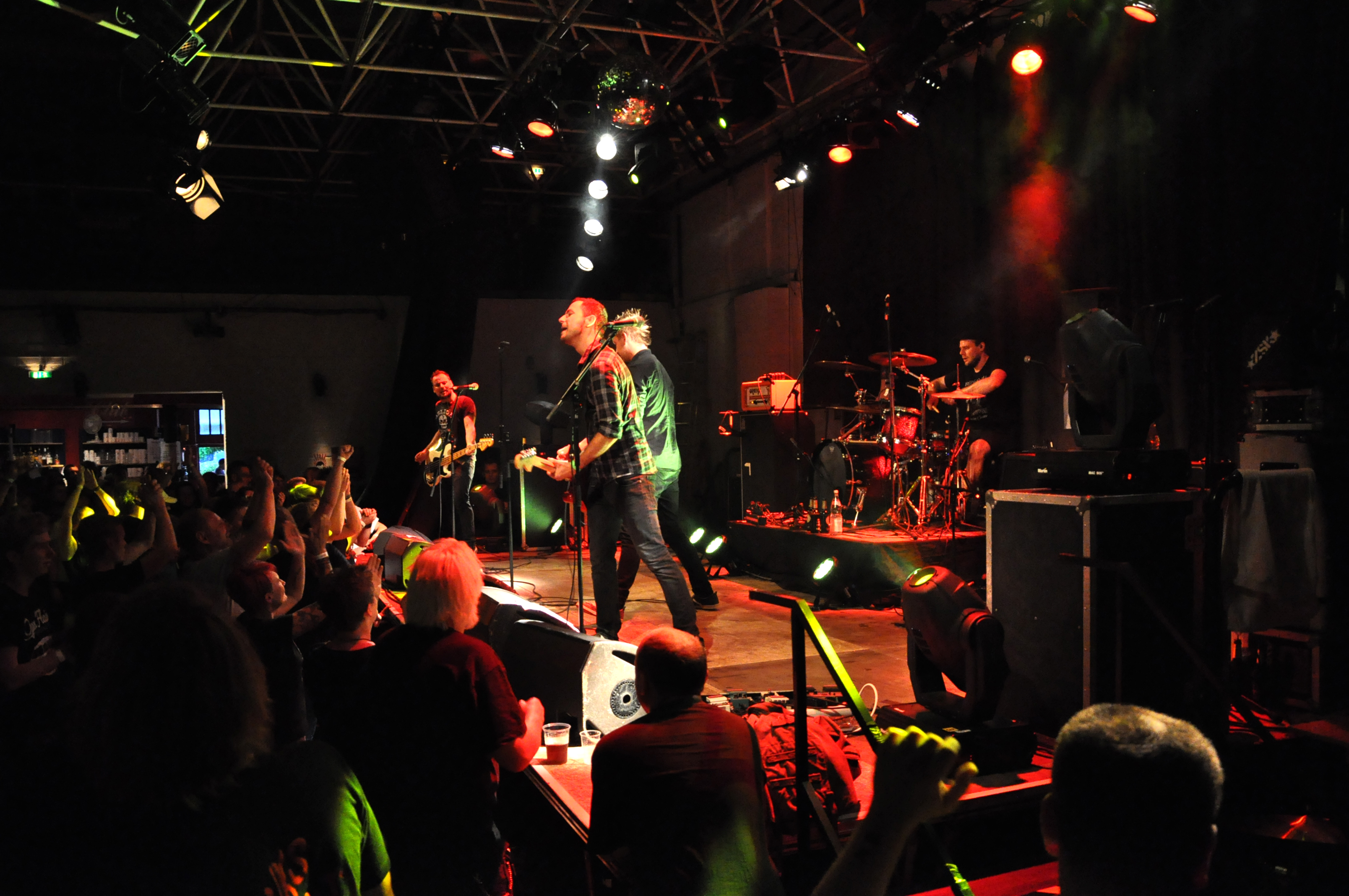
Radio Havanna beim Kein-Bock-auf-Nazis-Festival 2013 in Düsseldorf

Die Band engagierte sich aktiv für gesellschaftliche und politische Themen, was nicht nur in den Texten, sondern auch an der Unterstützung der Trailwalker Kampagne von Oxfam oder Titus Dittmanns „skate-aid“- Stiftung zum Ausdruck kommt. Neben zahlreichen gespielten Benefizkonzerten organisierte die Band im Jahr 2011 ein Konzert in Berlin zugunsten der Initiative Kein Bock auf Nazis. Radio Havanna trat bei Circus HalliGalli als Gastband auf. Während ihres Auftritts zeigten sie Schilder mit der Aufschrift „Antifascista“.
Zur Bundestagswahl im Jahr 2017 veröffentlichte die Band neben der gleichnamigen Single auch eine Kampagne mit den Namen Faust hoch, in welcher sie mit zahlreichen befreundeten Bands sich gegen ein Erstarken der, in ihren Augen rechtsradikalen Partei AfD starkmachen.
Nach Auflösung der Band ist wohl auch das Arbeiten an der Kampagne eingestellt worden, erinnerte sie von Aufbau schon immer stark, an die, von der befreundeten und auch Faust Hoch-unterstützenden Band ZSK gegründete Kampagne Kein Bock auf Nazis, so führt nun auch die damalige Internetdomain von Faust Hoch mittlerweile auf die Webpräsenz zu Kein Bock auf Nazis.
Zur Bundestagswahl 2021 trat Sänger Fichte als parteiloser Direktkandidat für die Satirepartei Die PARTEI im damaligen Bundestagswahlkreis 196 an.

## Diskografie
Alben
- 2005: Aus der Traum?
- 2007: Generation X
- 2010: Lauter Zweifel
- 2012: Alerta
- 2015: Unsere Stadt brennt
- 2018: Utopia
- 2020: Veto
- 2022: Randale und Liebe

Singles
- 2010: Knowledge feat. Jim Lindberg, The Black Pacific, The Riverboat Gamblers (Single)
- 2010: Stimme in dir (Single)
- 2013: The Struggle (Single)

Sonstiges
- 2004: Punkchartbusters Vol. 5 (Sampler)
- 2020: Gossenhauer (Bonus-CD mit Cover-Songs – gemeinsam erschienen mit Veto)[20]